# Imperial Air Cargo
Imperial Air Cargo es una aerolínea de carga con base en Johannesburgo, Sudáfrica. Efectúa vuelos de cabotaje de carga.

## Historia
La aerolínea comenzó a operar el 1 de agosto de 2006 y considera ampliar su red de destinos a Europa y otros destinos internacionales a través de acuerdos de código compartido. Es propiedad de Safair (70%) y Comair (30%).

## Destinos
Imperial Air Cargo efectúa vuelos a los siguientes destinos domésticos (en marzo de 2007):
- Johannesburgo
- Ciudad del Cabo
- Durban
- Port Elizabeth

## Flota
La flota de Imperial Air Cargo incluye las siguientes aeronaves (a 1 de diciembre de 2010):
- 3 Boeing 727-200F (alquilados de Safair)
- 1 Boeing 737-300F